# Syndesmose du crâne
Les syndesmoses du crâne sont les liaisons ligamentaires entre les os du crâne qui n'interviennent pas dans d'autres types d'articulations du crâne.
Elles sont représentées par les ligaments suivants :
- le ligament ptérygo-épineux,
- le ligament stylo-hyoïdien,
- le ligament sphéno-mandibulaire,
- le ligament stylo-mandibulaire,
- les ligaments de l'auricule.

On trouve également les trente-deux syndesmoses dento-alévéolaires (gomphoses).